# Női 400 méteres síkfutás a 2024. évi nyári olimpiai játékokon
A 2024. évi nyári olimpiai játékokon az atlétika női 400 méteres síkfutás versenyszámát augusztus 5. és augusztus 9. között rendezték a párizsi Stade de France-ban. Az aranyérmet a dominikai Marileidy Paulino nyerte.
Ez a versenyszám 16. alkalommal szerepelt az olimpiai programban.

## Rekordok
A versenyt megelőzően a következő rekordok voltak érvényben:
| Világrekord                  | Marita Koch (GDR)      | 47,60 | Canberra, Ausztrália               | 1985. október 6. |
| Olimpiai rekord              | Marie-José Pérec (FRA) | 48,25 | Atlanta, Amerikai Egyesült Államok | 1996. július 29. |
| Világ legjobb idei eredménye | Nickisha Pryce (JAM)   | 48,57 | London, Egyesült Királyság         | 2024. július 20. |

## Eredmények
Az időeredmények másodpercben értendők. A rövidítések jelentése a következő:
| - OR: olimpiai rekord - AR: kontinens rekord - NR: országos rekord - PB: egyéni legjobb eredménye - SB: 2024-ben az addigi legjobb eredménye | - DQ: kizárták - DNS: nem indult a futamon - DNF: nem ért célba - Q: helyezés alapján továbbjutott - q: időeredmény alapján továbbjutott |

### Előfutamok
Minden előfutam első három helyezettje automatikusan az elődöntőbe jutott. A többi célbaérkező a vigaszágon folytathatta a versenyzést.
1. előfutam
| H | Pálya | Név                       | Nemzet           | E     | Mj    |
| - | ----- | ------------------------- | ---------------- | ----- | ----- |
| 1 | 3     | Salwa Eid Naser           | Bahrein          | 49,91 | Q     |
| 2 | 8     | Stacey-Ann Williams       | Jamaica          | 50,16 | Q, SB |
| 3 | 4     | Miklós Andrea             | Románia          | 50,54 | Q, PB |
| 4 | 2     | Gabby Scott               | Puerto Rico      | 50,74 | NR    |
| 5 | 5     | Kendall Ellis             | Egyesült Államok | 51,16 |       |
| 6 | 6     | Sophie Becker             | Írország         | 51,84 |       |
| 7 | 9     | Tereza Petržilková        | Csehország       | 51,92 |       |
| 8 | 7     | Modesta Justė Morauskaitė | Litvánia         | 52,00 | SB    |

2. előfutam
| H | Pálya | Név                    | Nemzet         | E     | Mj |
| - | ----- | ---------------------- | -------------- | ----- | -- |
| 1 | 8     | Nickisha Pryce         | Jamaica        | 50,02 | Q  |
| 2 | 7     | Laviai Nielsen         | Nagy-Britannia | 50,36 | Q  |
| 3 | 2     | Henriette Jæger        | Norvégia       | 50,39 | Q  |
| 4 | 4     | Justyna Święty-Ersetic | Lengyelország  | 50,95 | SB |
| 5 | 6     | Ellie Beer             | Ausztrália     | 51,47 | PB |
| 6 | 5     | Lina Licona            | Kolumbia       | 51,85 |    |
| 7 | 3     | Zoe Sherar             | Kanada         | 51,97 |    |

3. előfutam
| H | Pálya | Név              | Nemzet         | E     | Mj |
| - | ----- | ---------------- | -------------- | ----- | -- |
| 1 | 8     | Amber Anning     | Nagy-Britannia | 49,68 | Q  |
| 2 | 2     | Lieke Klaver     | Hollandia      | 49,96 | Q  |
| 3 | 6     | Paola Morán      | Mexikó         | 51,04 | Q  |
| 4 | 9     | Martina Weil     | Chile          | 51,15 |    |
| 5 | 7     | Alice Mangione   | Olaszország    | 51,60 |    |
| 6 | 3     | Ella Onojuvwevwo | Nigéria        | 51,65 |    |
| 7 | 4     | Tiffani Marinho  | Brazília       | 52,62 |    |
| 8 | 5     | Cátia Azevedo    | Portugália     | 52,73 |    |

4. előfutam
| H | Pálya | Név                 | Nemzet          | E       | Mj    |
| - | ----- | ------------------- | --------------- | ------- | ----- |
| 1 | 4     | Natalia Kaczmarek   | Lengyelország   | 49,98   | Q     |
| 2 | 9     | Roxana Gómez        | Kuba            | 50,38   | Q, SB |
| 3 | 5     | Sada Williams       | Barbados        | 50,45   | Q     |
| 4 | 6     | Victoria Ohuruogu   | Nagy-Britannia  | 50,93   |       |
| 5 | 3     | Gunta Vaičule       | Lettország      | 51,13   |       |
| 6 | 2     | Helena Ponette      | Belgium         | 51,75   |       |
| 7 | 7     | Shaunae Miller-Uibo | Bahama-szigetek | 2:29,29 |       |
|   | 8     | Esther Joseph       | Nigéria         | DQ      |       |

5. előfutam
| H | Pálya | Név                  | Nemzet                | E     | Mj    |
| - | ----- | -------------------- | --------------------- | ----- | ----- |
| 1 | 5     | Marileidy Paulino    | Dominikai Köztársaság | 49,42 | Q     |
| 2 | 7     | Aaliyah Butler       | Egyesült Államok      | 50,52 | Q     |
| 3 | 6     | Susanne Gogl-Walli   | Ausztria              | 50,67 | Q, PB |
| 4 | 8     | Sharlene Mawdsley    | Írország              | 50,71 | PB    |
| 5 | 4     | Aliyah Abrams        | Guyana                | 51,55 | SB    |
| 6 | 9     | Lurdes Gloria Manuel | Csehország            | 52,20 |       |
| 7 | 2     | Kiran Pahal          | India                 | 52,51 |       |
| 8 | 3     | Cynthia Bolingo      | Belgium               | 52,77 | SB    |

6. előfutam
| H | Pálya | Név               | Nemzet                  | E     | Mj |
| - | ----- | ----------------- | ----------------------- | ----- | -- |
| 1 | 5     | Rhasidat Adeleke  | Írország                | 50,09 | Q  |
| 2 | 7     | Alexis Holmes     | Egyesült Államok        | 50,35 | Q  |
| 3 | 8     | Junelle Bromfield | Jamaica                 | 51,36 | Q  |
| 4 | 2     | Miranda Coetzee   | Dél-afrikai Köztársaság | 51,58 |    |
| 5 | 6     | Lada Vondrová     | Csehország              | 51,80 |    |
| 6 | 3     | Lauren Gale       | Kanada                  | 53,13 |    |
| 7 | 4     | Evelis Aguilar    | Kolumbia                | 53,36 |    |
|   | 9     | Nicole Caicedo    | Ecuador                 | DQ    |    |

### Vigaszág
Minden vigaszági futam első helyezettje az elődöntőbe jutott, Az összesített eredmények alapján további két futó került az elődöntőbe,
1. futam
| H | Pálya | Név                    | Nemzet        | E     | Mj |
| - | ----- | ---------------------- | ------------- | ----- | -- |
| 1 | 5     | Ella Onojuvwevwo       | Nigéria       | 50,59 | Q  |
| 2 | 4     | Justyna Święty-Ersetic | Lengyelország | 50,89 | SB |
| 3 | 3     | Sharlene Mawdsley      | Írország      | 51,18 |    |
| 4 | 7     | Tereza Petržilková     | Csehország    | 51,46 | SB |
| 5 | 8     | Aliyah Abrams          | Guyana        | 51,84 |    |
| 6 | 6     | Kiran Pahal            | India         | 52,59 |    |

2. futam
| H | Pálya | Név                       | Nemzet                  | E     | Mj    |
| - | ----- | ------------------------- | ----------------------- | ----- | ----- |
| 1 | 4     | Gabby Scott               | Puerto Rico             | 50,52 | Q, NR |
| 2 | 8     | Miranda Coetzee           | Dél-afrikai Köztársaság | 50,66 | q, PB |
| 3 | 5     | Lurdes Gloria Manuel      | Csehország              | 50,81 | q     |
| 4 | 6     | Modesta Justė Morauskaitė | Litvánia                | 51,33 | PB    |
| 5 | 7     | Helena Ponette            | Belgium                 | 51,46 | PB    |
| 6 | 3     | Martina Weil              | Chile                   | 51,79 |       |
| 7 | 2     | Shaunae Miller-Uibo       | Bahama-szigetek         | 53,50 |       |

3. futam
| H | Pálya | Név               | Nemzet         | E     | Mj    |
| - | ----- | ----------------- | -------------- | ----- | ----- |
| 1 | 8     | Victoria Ohuruogu | Nagy-Britannia | 50,59 | Q, SB |
| 2 | 2     | Gunta Vaičule     | Lettország     | 50,93 |       |
| 3 | 6     | Alice Mangione    | Olaszország    | 51,07 | PB    |
| 4 | 4     | Ellie Beer        | Ausztrália     | 51,65 |       |
| 5 | 5     | Cátia Azevedo     | Portugália     | 52,04 | SB    |
| 6 | 3     | Lauren Gale       | Kanada         | 52,68 |       |
| 7 | 7     | Evelis Aguilar    | Kolumbia       | 52,86 | SB    |

4. futam
| H | Pálya | Név             | Nemzet           | E     | Mj |
| - | ----- | --------------- | ---------------- | ----- | -- |
| 1 | 8     | Kendall Ellis   | Egyesült Államok | 50,44 | Q  |
| 2 | 6     | Sophie Becker   | Írország         | 51,28 |    |
| 3 | 7     | Zoe Sherar      | Kanada           | 51,43 |    |
| 4 | 4     | Lina Licona     | Kolumbia         | 51,90 |    |
| 5 | 5     | Lada Vondrová   | Csehország       | 52,15 |    |
| 6 | 2     | Tiffani Marinho | Brazília         | 52,32 |    |
|   | 3     | Cynthia Bolingo | Belgium          | DNS   |    |

### Elődöntők
Minden elődöntő első két helyezettje automatikusan az elődöntőbe jutott, Az összesített eredmények alapján további két futó került a döntőbe,
1. elődöntő
| H | Pálya | Név               | Nemzet           | E     | Mj    |
| - | ----- | ----------------- | ---------------- | ----- | ----- |
| 1 | 7     | Salwa Eid Naser   | Bahrein          | 49,08 | Q, SB |
| 2 | 8     | Rhasidat Adeleke  | Írország         | 49,95 | Q     |
| 3 | 4     | Henriette Jæger   | Norvégia         | 50,17 | q     |
| 4 | 6     | Lieke Klaver      | Hollandia        | 50,44 |       |
| 5 | 3     | Victoria Ohuruogu | Nagy-Britannia   | 51,14 |       |
| 6 | 5     | Aaliyah Butler    | Egyesült Államok | 51,18 |       |
| 7 | 2     | Gabby Scott       | Puerto Rico      | 51,22 |       |
| 8 | 9     | Junelle Bromfield | Jamaica          | 51,93 |       |

2. elődöntő
| H | Pálya | Név                  | Nemzet                | E     | Mj |
| - | ----- | -------------------- | --------------------- | ----- | -- |
| 1 | 6     | Marileidy Paulino    | Dominikai Köztársaság | 49,21 | Q  |
| 2 | 5     | Alexis Holmes        | Egyesült Államok      | 50,00 | Q  |
| 3 | 7     | Laviai Nielsen       | Nagy-Britannia        | 50,69 |    |
| 4 | 8     | Nickisha Pryce       | Jamaica               | 50,77 |    |
| 5 | 9     | Miklós Andrea        | Románia               | 50,78 |    |
| 6 | 3     | Ella Onojuvwevwo     | Nigéria               | 51,05 |    |
| 7 | 4     | Susanne Gogl-Walli   | Ausztria              | 51,17 |    |
| 8 | 2     | Lurdes Gloria Manuel | Csehország            | 51,42 |    |

3. elődöntő
| H | Pálya | Név                 | Nemzet                  | E     | Mj    |
| - | ----- | ------------------- | ----------------------- | ----- | ----- |
| 1 | 7     | Natalia Kaczmarek   | Lengyelország           | 49,45 | Q     |
| 2 | 6     | Amber Anning        | Nagy-Britannia          | 49,47 | Q, PB |
| 3 | 4     | Sada Williams       | Barbados                | 49,89 | q     |
| 4 | 2     | Kendall Ellis       | Egyesült Államok        | 50,40 |       |
| 5 | 5     | Roxana Gómez        | Kuba                    | 50,48 |       |
| 6 | 9     | Paola Morán         | Mexikó                  | 50,73 |       |
| 7 | 8     | Stacey-Ann Williams | Jamaica                 | 50,79 |       |
| 8 | 3     | Miranda Coetzee     | Dél-afrikai Köztársaság | 51,60 |       |

### Döntő
| H     | Pálya | Név               | Nemzet                | E     | Mj     |
| ----- | ----- | ----------------- | --------------------- | ----- | ------ |
| Arany | 6     | Marileidy Paulino | Dominikai Köztársaság | 48,17 | OR, AR |
| Ezüst | 8     | Salwa Eid Naser   | Bahrein               | 48,53 | SB     |
| Bronz | 7     | Natalia Kaczmarek | Lengyelország         | 48,98 |        |
| 4     | 4     | Rhasidat Adeleke  | Írország              | 49,28 |        |
| 5     | 5     | Amber Anning      | Nagy-Britannia        | 49,29 | NR     |
| 6     | 9     | Alexis Holmes     | Egyesült Államok      | 49,77 | PB     |
| 7     | 2     | Sada Williams     | Barbados              | 49,83 |        |
| 8     | 3     | Henriette Jæger   | Norvégia              | 49,96 |        |